# Купа на България по футбол 2012/13
Тази страница представя турнира за Купата на България по футбол, за сезон 2012/2013. Страницата включва регламента на турнира през двете му фази (предварителна и финална), както и клубовете класирали се за и участващи във финалната фаза на турнира. В статията не е включено подробно описание на срещите от двете фази, както и резултатите от предварителната фаза.
От сезон 2012/2013 победителите от двубоите в и след втори кръг на финалната фаза се определят в две срещи между отборите опоненти.

## Предварителна фаза
Регламент
Право на участие в този етап имат всички желаещи отбори от четирите В Аматьорски Футболни групи (АФГ) и от всички областни футболни групи (ОФГ).
Всеки областен съвет излъчва един представител, които трябва да е определен след изиграването на поне един мач с друг отбор. Следват мачове между областните представители в рамките на всеки от четирите зонални съвета (ЗС) на БФС, докато не бъдат излъчени по два отбора от всеки ЗС – общо 8. При нужда (наличие на само един желаещ отбор от област) то той трябва да изиграе поне един мач с друг областен първенец.
Срещите се определят от дадения ЗС като в даден двубой могат да участват педставители от различни нива (и от някоя от ОФГ, и от В групите). Победителите в този етап се излъчват в елиминации в една среща. При равенство в редовното време директно се изпълняват дузпи. Домакин във всяка среща е отборът от по-ниско ниво. Ако двата отбора са от едно и също ниво, домакинството се определя с жребий.
Представители на ЗС за сезон 2012/2013
- Североизточна България (ЗС Варна): Силистра 2009 (Силистра и Спортист 2011 (Генерал Тошево)
- Северозападна България (ЗС Велико Търново): Локомотив (Мездра) и Академик (Свищов)
- Югозападна България (ЗС София): Места 2005 (Хаджидимово) и Струмска слава (Радомир)
- Югоизточна България (ЗС Пловдив): Мастер (Бургас) и Евроколеж (Пловдив)

## Финална фаза

### Първи кръг
Регламент
В този кръг участват 8-те представителя на ЗС от Предварителната фаза и 14-те отбора от двете Б футболни групи. Чрез пълен жребий 12 от 22-та отбора се разпределят в 6 двойки, а останалите 10 отбора почиват и продължват директно в 1/16 финалите. Домакини в двойките са отборите от по-ниско ниво, а при отбори от едно и също ниво домакинството се определя чрез жребий. Победителите в този етап се излъчват в елиминации в една среща. При равенство в редовното време се играят две продължения по 15 минути, а при ново равенство в края на продълженията се изпълняват дузпи. 6-те победителя и 10-те почиващи отбора продължават в следващия кръг.
Жребий: 2 октомври 2012, „Пресклуб “България", Национален стадион „Васил Левски“, София.
След жребий, директно за 1/16 финалите („почиващите“) се класират:
- Нефтохимик 1962 (Бургас)
- Чавдар (Етрополе)
- Раковски 2011 (Раковски)
- Калиакра (Каварна)
- Видима-Раковски (Севлиево)
- Любимец 2007 (Любимец)
- Силистра 2009 (Силистра
- Струмска слава (Радомир)
- Мастер (Бургас)
- Евроколеж (Пловдив)

Резултати от изиграните срещи в Първи кръг
| Домакин                        | Резултат | Гост                   |
| ------------------------------ | -------- | ---------------------- |
| Сливен 2000 (Сливен)           | 1 – 5    | Банско 1951 (Банско)   |
| Пирин 2002 (Разлог)            | 2 – 0    | Светкавица (Търговище) |
| Места 2005 (Хаджидимово)       | 3 – 3    | Спартак (Плевен)       |
| Спартак (Варна)                | 2 – 1    | Шумен 2010(Шумен)      |
| Спортист 2011 (Генерал Тошево) | 1 – 3    | Локомотив (Мездра)     |
| Академик (Свищов)              | 1 – 0    | Септември (Симитли)    |

### Втори кръг (1/16 финали)
Регламент:
В този кръг участват 16-те победителя от Първи кръг и 16-те отбора от А футболна група. Чрез пълен жребий 32-та отбора се разпределят в 16 двойки. От Сезон 2012/2013 победителите в този етап се излъчват в елиминации в две срещи. При равенство в общия резултат от двата мача, напред продължава отборът с повече отбелязани голове на чужд терен. При равенство и по този показател, се играят две продължения по 15 минути, а при продължаващо равенство в общия резултат и в отбелязаните голове на чужд терен и след края на продълженията се изпълняват дузпи. Редът на домакинството в двойките се определя с жребий. 16-те победителя продължават в следващия (трети – осминафинален) кръг.
Жребий: 18 октомври 2012, хотел „Парк Ин“, София.
Резултати от изиграните срещи във Втори кръг:
| Домакин                  | Резултат | Гост                       |
| ------------------------ | -------- | -------------------------- |
| Евроколеж (Пловдив)      | 0 – 3    | Ботев (Пловдив)            |
| Спартак (Варна)          | 2 – 2    | Раковски 2011 (Раковски)   |
| Банско 1951 (Банско)     | 6 – 1    | Видима-Раковски (Севливво) |
| Силистра 2009 (Силистра) | 1 – 1    | Чавдар (Етрополе)          |
| Миньор (Перник)          | 2 – 1    | Етър 1924 (Велико Търново) |
| Локомотив (Мездра)       | 4 – 0    | Калиакра (Каварна)         |
| Пирин (Гоце Делчев)      | 3 – 2    | Монтана 1921 (Монтана)     |
| Ботев (Враца)            | 1 – 1    | Нефтохимик 1962 (Бургас)   |
| Локомотив (София)        | 2 – 0    | Мастер (Бургас)            |
| Любимец 2007 (Любимец)   | 2 – 2    | Славия 1913 (София)        |
| Струмска слава (Радомир) | 0 – 0    | Черно море (Варна)         |
| Локомотив (Пловдив)      | 0 – 0    | Литекс (Ловеч)             |
| Левски (София)           | 3 – 0    | Пирин 2002 (Разлог)        |
| Берое (Стара Загора)     | 1 – 0    | Академик (Свищов)          |
| Лудогорец (Разград)      | 1 – 2    | ЦСКА (София)               |
| Спартак (Плевен)         | 0 – 4    | Черноморец (Бургас)        |

| Домакин                    | Резултат | Гост                     |
| -------------------------- | -------- | ------------------------ |
| Ботев (Пловдив)            | 6 – 1    | Евроколеж (Пловдив)      |
| Раковски 2011 (Раковски)   | 2 – 2    | Спартак (Варна)          |
| Видима-Раковски (Севлиево) | 1 – 2    | Банско 1951 (Банско)     |
| Чавдар (Етрополе)          | 3 – 1    | Силистра 2009 (Силистра  |
| Етър 1924 (Велико Търново) | 3 – 2    | Миньор (Перник)          |
| Калиакра (Каварна)         | 4 – 1    | Локомотив (Мездра)       |
| Монтана 1921 (Монтана)     | 0 – 0    | Пирин (Гоце Делчев)      |
| Нефтохимик 1962 (Бургас)   | 1 – 0    | Ботев (Враца)            |
| Мастер (Бургас)            | 3 – 1    | Локомотив (София)        |
| Славия 1913 (София)        | 3 – 0    | Любимец 2007 (Любимец)   |
| Черно море (Варна)         | 2 – 0    | Струмска слава (Радомир) |
| Литекс (Ловеч)             | 2 – 0    | Локомотив (Пловдив)      |
| Пирин 2002 (Разлог)        | 0 – 1    | Левски (София)           |
| Академик (Свищов)          | 1 – 3    | Берое (Стара Загора)     |
| ЦСКА (София)               | 0 – 1    | Лудогорец (Разград)      |
| Черноморец (Бургас)        | 5 – 0    | Спартак (Плевен)         |

Класирали се отбори за следващия кръг:
- Локомотив (София): 3 – 3
- Берое (Стара Загора): 4 – 1
- Славия (София): 5 – 2
- Черноморец (Бургас): 9 – 0
- Литекс (Ловеч): 2 – 0
- Ботев (Пловдив): 9 – 1
- Спартак (Варна): 4 – 4
- Банско: 8 – 2
- Чавдар (Етрополе): 4 – 2
- Миньор (Перник): 4 – 4
- Локомотив (Мездра): 5 – 4
- Пирин (Гоце Делчев): 3 – 2
- Черно море (Варна): 2 – 0
- Левски (София): 4 – 0
- ЦСКА (София): 2 – 2
- Нефтохимик (Бургас): 2 – 1

### Трети кръг (1/8 финали)
Регламент
В този кръг участват 16-те победителя от Втори кръг. 16-те отбора чрез пълен жребий се разпределят в 8 двойки. Домакини в двойките са отборите от по-ниско ниво, а при отбори от едно и също ниво домакинството се определя чрез жребий. От сезон 2012/2013 победителите в този етап се излъчват в елиминации в две срещи. При равенство в общия резултат от двата мача, напред продължава отборът с повече отбелязани
голове на чужд терен. При равенство и по този показател, се играят две продължения по 15 минути, а при продължаващо равенство в общия резултат и отбелязаните голове на чужд терен и след края на продълженията се изпълняват дузпи. Редът на домакинството в двойките се определя с жребий. 8-те победителя продължават в следващия (четвърти – полуфинален) кръг.
Жребий: 26 ноември 2012 г.
Резултати от изиграните срещи в Трети кръг:
| Домакин              | Резултат | Гост                |
| -------------------- | -------- | ------------------- |
| Пирин (Гоце Делчев)  | 1–0      | Нефтохимик (Бургас) |
| Спартак (Варна)      | 0–1      | Литекс (Ловеч)      |
| Славия (София)       | 3–0      | Ботев (Пловдив)     |
| Чавдар (Етрополе)    | 0–2      | ЦСКА (София)        |
| Банско               | 1–1      | Миньор (Перник)     |
| Берое (Стара Загора) | 4–0      | Локомотив (Мездра)  |
| Левски (София)       | 4–0      | Черно море (Варна)  |
| Локомотив (София)    | 3–1      | Черноморец (Бургас) |

| Домакин             | Резултат | Гост                 |
| ------------------- | -------- | -------------------- |
| Черноморец (Бургас) | 1–0      | Локомотив (София)    |
| Нефтохимик (Бургас) | 1–1      | Пирин (Гоце Делчев)  |
| Черно море (Варна)  | 1–0      | Левски (София)       |
| Ботев (Пловдив)     | 0–1      | Славия (София)       |
| * Литекс (Ловеч)    | 7–1      | Спартак (Варна)      |
| ЦСКА (София)        | 5–0      | Чавдар (Етрополе)    |
| Миньор (Перник)     | 2–1      | Банско               |
| Локомотив (Мездра)  | 1–4      | Берое (Стара Загора) |

Бележка: Литекс и Спартак Варна изиграха срещата си реванш на 12 декември 2012. 
Класирали се отбори за следващия кръг:
- Литекс (Ловеч): 8 – 1
- Локомотив (София): 3 – 2
- Миньор (Перник): 3 – 2
- Берое (Стара Загора): 8 – 1
- ЦСКА (София): 7 – 0
- Левски (София): 4 – 1
- Славия (София): 4 – 0
- Пирин (Гоце Делчев): 2 – 1

### Четвърти кръг (1/4 финали)
Регламент:
В този кръг участват 8-те победителя от Трети кръг. 8-те отбора чрез пълен жребий се разпределят в 4 двойки. Домакини в двойките са отборите от по-ниско ниво, а при отбори от едно и също ниво домакинството се определя чрез жребий. От сезон 2012/2013 победителите в този етап се излъчват в елиминации в две срещи. При равенство в общия резултат от двата мача, напред продължава отборът с повече отбелязани
голове на чужд терен. При равенство и по този показател, се играят две продължения по 15 минути, а при продължаващо равенство в общия резултат и отбелязаните голове на чужд терен и след края на продълженията се изпълняват дузпи. Редът на домакинството в двойките се определя с жребий. 4-те победителя продължават в следващия (пети – полуфинален) кръг.
Жребий: 18 декември 2012 г.
Резултати от изиграните срещи в Четвърти кръг:
| Домакин              | Резултат | Гост                |
| -------------------- | -------- | ------------------- |
| Берое (Стара Загора) | 1–0      | Пирин (Гоце Делчев) |
| Левски (София)       | 1–0      | Литекс (Ловеч)      |
| Локомотив (София)    | 0–0      | ЦСКА (София)        |
| Миньор (Перник)      | 2–5      | Славия (София)      |

| Домакин             | Резултат | Гост                 |
| ------------------- | -------- | -------------------- |
| Пирин (Гоце Делчев) | 1–3      | Берое (Стара Загора) |
| Литекс (Ловеч)      | 2–1      | Левски (София)       |
| ЦСКА (София)        | 0–1      | Локомотив (София)    |
| Славия (София)      | 0–1      | Миньор (Перник)      |

Полуфиналисти:
- Берое (Стара Загора): 4 – 1
- Левски (София): 2 – 2
- Локомотив (София): 1 – 0
- Славия (София): 5 – 3

### Пети кръг (1/2 финали)
Регламент:
В този кръг участват 4-те победителя от Трети кръг. 4-те отбора чрез пълен жребий се разпределят в 2 двойки. Домакини в двойките са отборите от по-ниско ниво, а при отбори от едно и също ниво домакинството се определя чрез жребий. От сезон 2012/2013 победителите в този етап се излъчват в елиминации в две срещи. При равенство в общия резултат от двата мача, напред продължава отборът с повече отбелязани
голове на чужд терен. При равенство и по този показател, се играят две продължения по 15 минути, а при продължаващо равенство в общия резултат и отбелязаните голове на чужд терен и след края на продълженията се изпълняват дузпи. Редът на домакинството в двойките се определя с жребий. 2-та победителя продължават във финалния кръг.
Жребий: 4 април 2013
Резултати от изиграните срещи в Пети кръг:
| Домакин        | Резултат | Гост                 |
| -------------- | -------- | -------------------- |
| Левски (София) | 3–1      | Локомотив (София)    |
| Славия (София) | 0–0      | Берое (Стара Загора) |

| Домакин              | Резултат | Гост           |
| -------------------- | -------- | -------------- |
| Локомотив (София)    | 0–0      | Левски (София) |
| Берое (Стара Загора) | 1–0      | Славия (София) |

Финалисти:
- Берое (Стара Загора)
- Левски (София)

### Шести кръг (финал)
Регламент
В този кръг участват двата победителя от Пети кръг. Символичен домакин на финала е отборът от първата изтеглена полуфинална двойка. Мястото на провеждане на финала се определя допълнително. Носителят на купата се излъчва в една среща. При равенство в редовното време се играят две продължения по 15 минути, а при ново равенство в края на продълженията се изпълняват дузпи.
Условия на срещата: (Ловеч, Градски стадион (Ловеч), 15 май 2013, сряда, 17:30)
Резултат на срещата:
| Домакин              | Резултат    | Гост           |
| -------------------- | ----------- | -------------- |
| Берое (Стара Загора) | 3–3 (6 – 4) | Левски (София) |